# Europese kampioenschappen wielrennen 2024 – Wegwedstrijd vrouwen junioren
De wegwedstrijd voor vrouwen junioren op de Europese kampioenschappen wielrennen 2024 werd gehouden op 15 september. De 97 deelneemsters moesten een parcours van 72,9 kilometer van Heusden-Zolder naar Hasselt afleggen. De Nederlandse Puck Langenbarg won de sprint van het door een valpartij uitgedunde peloton, voor Messane Bräutigam uit Duitsland en de Tsjechische Štěpánka Dubcová.

## Uitslag
| Plaats | Naam              | Tijd     |
| ------ | ----------------- | -------- |
| Goud   | Puck Langenbarg   | 1u43'15" |
| Zilver | Messane Bräutigam | z.t.     |
| Brons  | Štěpánka Dubcová  | z.t.     |
| 4      | Célia Gery        | z.t.     |
| 5      | Daniela Hezinová  | z.t.     |
| 6      | Paula Ostiz       | z.t.     |
| 7      | Auke De Buysser   | z.t.     |
| 8      | Gwen Nothum       | z.t.     |
| 9      | Mia Gjertsen      | z.t.     |
| 10     | Lena Lallemang    | z.t.     |
| 11     | Judith Rottmann   | z.t.     |
| 12     | Réka Tóth         | z.t.     |
| 13     | Nina Lavenu       | z.t.     |
| 14     | Esmée Blok        | z.t.     |
| 15     | Milana Oesjakova  | z.t.     |
| 16     | Sophie Walcher    | z.t.     |
| 17     | Oliwia Kępczyńska | z.t.     |
| 18     | Weronika Wąsaty   | z.t.     |
| 19     | Chantal Pegolo    | z.t.     |
| 20     | Kamilla Aasebø    | z.t.     |